# Lijst van Hilversummers

## Geboren in Hilversum

### Geboortejaar voor 1950
(op alfabet)
- Cornelis Andriessen (1865-1947), componist, dirigent, organist en pianist
- Nicolaas Hendrik Andriessen (1845-1913), organist, koordirigent en componist
- Kees Bakker (1943-2020), voetbalbestuurder en politiefunctionaris
- Conny van Bergen (1938), zangeres
- Joop Boendermaker (1925-2018), hoogleraar
- Guus Boissevain (1929-2008), cartoonist en kunstschilder
- Jop Bonnike (1925-1999), burgemeester
- Françoise van den Bosch (1944-1977), beeldend kunstenares
- Wim van den Brink (1909-1991), acteur
- Rob van den Broeck (1940-2012), jazzpianist
- Sigurd Cochius (1916-2001), plaatselijk bekende dwarsfluitist / straatmuzikant
- Corrie Demmink (1895-1969), beeldhouwster en keramiste
- Elleke van Doorn (1945), regie-assistente en nieuwslezeres
- Gerrit Eerenberg (1918-1978), journalist, programmamaker en presentator
- Hubert van Es (1941-2009), persfotograaf
- Violet Falkenburg (1948), journaliste, columniste, radio- en televisiepresentatrice
- Lies Franken (1930-1996), actrice
- Karel Hendrik Gaarlandt (1909-1985), burgemeester en commissaris van de Koningin in Drenthe
- Fredericus Johannes Giltay (1907-1970), kunstschilder
- Antonius Jan Glazemaker (1931-2018), oud-katholiek aartsbisschop
- Jaap ter Haar (1922-1998), schrijver
- Anton Gerard van Hamel (1886-1945), taalwetenschapper
- Willy Haverlag (1924-1999), zwemster
- Biem Dudok van Heel (1917-1995), zeiler
- Cees Heerschop (1935-2014), voetballer
- Inge Heijbroek (1915-1956), hockeyspeler
- Henk Hermsen (1937-2022), waterpolospeler
- Bob Hiensch (1948-2025), diplomaat en voorlichter
- Will Hoebee (1947-2012), muziekproducent
- Tonnie Hom (1932-2013), zwemster
- Pieter d'Hont (1917-1997), beeldhouwer
- Harry van Hoof (1943-2024), dirigent, componist en arrangeur
- Tonny Huurdeman (1922-1991), (stem)actrice
- Wessel Ilcken (1923-1957), jazzmusicus en slagwerker
- Pim Jacobs (1934-1996), jazzpianist en televisiepresentator
- Ruud Jacobs (1938-2019), contrabassist en producer
- Herman van Keeken (1939-1995), zanger
- Adriënne Kleiweg (1948), actrice
- Gert Koffeman (1948), politicus
- Bessel Kok (1941), zakenman en schaker
- Mary Kok (1940), zwemster
- Willem van Kooten (Joost den Draaijer), (1941-2025), diskjockey, programmaleider en zakenman
- Bert Krijnen (1945), atleet
- Evert Kroon (1946-2018), waterpolospeler
- Jelle Kuiper (1944-2011), politiefunctionaris
- Adrie Lasterie (1943-1991), zwemster
- Emmy van Leersum (1930-1984), beeldend kunstenaar
- Louis Lemaire (1942), acteur, schrijver, artistiek leider
- Paul Eduard Lepoeter (1916-1978), wiskundeleraar en schrijver van wiskundeboeken
- Paul de Ley (1943-2024), architect
- Jan de Looper (1914-1987), hockeyspeler
- Henk de Looper (1912-2006), hockeyspeler
- Rein van Looy (1910-1994), illustrator (o.a. Pinkeltje)
- Emmy Lopes Dias (1919-2005), actrice
- Everhardus Wijnandus Adrianus Lüdeking (1830-1877), Officier van Gezondheid in NI
- Amy van Marken (1912-1995), letterkundige
- Jaap van Mesdag (1922-2015), Engelandvaarder
- Jat van Mesdag (1923-1945), militair vlieger bij de Royal Air Force tijdens de WOII
- Rob van Mesdag (1930-2018), roeier
- Henning Meyer (1920-1964), Engelandvaarder
- Jan Hendrik Klein Molekamp (1949), politicus
- Wout Muller (1946-2000), kunstschilder
- Karel Niehorster (1932-2003), beeldhouwer en edelsmid
- Pieter Nierman (1901-1976), bisschop
- Judith de Nijs (1942), zwemster
- Lenie de Nijs (1939-2023), zwemster
- Jan Douwinus Nobbe (1903-1942), verzetsstrijder tijdens de Tweede Wereldoorlog
- Joop van Oosterom (1937-2016), schaker
- Paul Ovink (1943-2020), schilder en grafisch kunstenaar
- Albertus Perk (1795-1880), notaris en gemeentesecretaris
- Harmke Pijpers (1946), radiopresentatrice
- Herman Pleij (1943), literator en historicus
- Jaap Pronk (1898-1977), glazenier
- Adriana van Ravenswaay (1816-1872), kunstschilder
- Nicky van 't Riet (1948), politica
- Bertus de Rijk (1924-2012), hoogleraar en senator
- Martin Ros (1937-2020), uitgever, redacteur, radiopresentator, schrijver en publicist
- Bert Ruiter (1946-2022), basgitarist, producer en componist
- Kitty Ruys (1939-2013), schrijfster
- Daan Sajet (1920-1941), Engelandvaarder en gevechtspiloot
- Ruud Sandberg (1940), politicus
- David Schulman (1881-1966), kunstschilder
- Johan te Slaa (1906-1980), acteur
- Jan Sleper (1919-2000), beeldhouwer, schilder, graficus
- Mia Smelt (1914-2008), radiopresentatrice
- Wouter Snijders (1928-2020), jurist, raadsheer
- Maeve van der Steen (1949), actrice, zangeres en danseres
- Renée Stotijn (1940-2020), kunstenares
- Saskia Stuiveling (1945-2017), politica, president van de Algemene Rekenkamer
- Jan Teulings (1905-1989), acteur
- Ineke Tigelaar (1945), zwemster
- Joop den Uyl (1919-1987), politicus
- Hans Veerman (1933-2014), acteur
- Annie Veldhuijzen (1925-2012), zwemster
- Wim van Velzen (1938-2020), politicus
- Guus Verstraete jr. (1947-2017), regisseur
- Bull Verweij (1909-2010), oprichter Radio Veronica
- Dick van Vlaardingen (1947), kunstschilder
- Nel van Vliet (1926-2006), zwemster
- Atie Voorbij (1940-2024), zwemster
- Fries de Vries (1931-2008), politicus
- Gerard de Vries (1933-2015), zanger en diskjockey
- Ineke van Wetering (1934-2011), antropoloog
- Geertje Wielema (1934-2009), zwemster
- Roel Wiersma (1932-1995), voetballer
- Piet Wijn (1929-2010), striptekenaar
- Coosje Wijzenbeek (1948-2021), violiste en viooldocente
- Elly Witkamp (1935-2021), atlete
- Isa van der Zee (1928), schilderes
- Sytze van der Zee (1939-2024), journalist en schrijver
- Elly Zuiderveld-Nieman (1946), zangeres, actrice en televisiepresentatrice

### Geboortejaar vanaf 1950
(op geboortejaar)
- Trudy Ruth (1950), atlete
- Harry Dijksma (1951), politicus
- Jan Franssen (1951), politicus
- Margalith Kleijwegt (1951), journaliste
- Ronald Noorman (1951-2018), beeldend kunstenaar
- Nanda van der Zee (1951-2014), historica
- Amy Koopmanschap (1952), politica
- Michiel Hegener (1952), journalist en cartograaf
- Joost Huijsing (1952), journalist en radio- en televisieredacteur/-regisseur
- Ron de Rijk (1952-2018), sportcommentator
- Ton Scherpenzeel (1952), toetsenist en songwriter
- Willem Boeschoten (1953), roeier
- Hetty Hafkamp (1953), politica
- Pim Koopman (1953-2009), drummer en stemacteur
- Erland van Lidth (1953-1987), Nederlands-Amerikaans acteur, worstelaar en operazanger
- Max Werner (1953-2024), zanger en drummer
- Ton van Klooster (1954), zwemmer en zwemcoach
- Rob Schouten (1954), schrijver, dichter, literatuurcriticus en columnist
- Nico Landeweerd (1954), waterpolospeler en waterpolocoach
- John Jaakke (1954), jurist en sportbestuurder
- Loek Marreck (1954), televisieregisseur/-producent en editor
- Tanneke Hartzuiker (1955), actrice
- Saskia Pfaeltzer (1955), schilderes en beeldhouwster
- Marcel Poorthuis (1955), hoogleraar, theoloog
- Arjan Ederveen (1956), cabaretier, theater- en televisiemaker
- Sjef Poort (1956-1998), muzikant en stemacteur
- Albert Voorn (1956), springruiter
- Radi Suudi (1957), journalist, politicoloog en omroepvoorzitter
- Piet Wijnberg (1957-2021), voetballer
- Hansje Bunschoten (1958-2017), zwemster en televisiepresentatrice
- Jaap Dirkmaat (1958), politicus
- Emile van Pelt (1958), pianist
- Erwin Olaf (1959-2023), fotograaf en documentaire- en videoclipmaker
- Henkjan Honing (1959), muziekwetenschapper, hoogleraar muziekcognitie
- Olivier Jansen (1959-2025), televisieregisseur en -producent
- Karen Heerschop (1960), politica
- Jeroen Pauw (1960), televisiepresentator
- Christa Rosier (1960-2011), omroepster
- Hans Schiffers (1960), presentator
- Petra Lugtenburg (1960), zangeres en liedjesschrijfster
- Myrna Goossen (1962), televisiepresentatrice
- Caroline van de Pol (1962), politica
- André Rouvoet (1962), politicus
- Wilma Mansveld (1962), politica
- Marc Disselhoff (1964), televisieregisseur
- Marjan Hammersma (1964), politica
- Reggie de Jong (1964), zwemster
- Birgit Gantzert (1964), televisiepresentatice, tekstschrijfster en correctrice
- Linda de Mol (1964), actrice en televisiepresentatrice
- Jessica Broekhuis (1964), schrijfster en televisiepresentatrice
- Frank Schaafsma (1964-2024), acteur en muzikant
- Patrick Dik (1965-2022), voetballer en voetbaltrainer
- Frans Klein (1965), directeur video van de NPO
- Jeroen Hazewinkel (1965), programmamaker en nieuwslezer
- Elisabeth Post (1965), politica
- Eric de Rooij (1965), schrijver
- Paul Groot (1967), acteur, cabaretier en tekstschrijver
- Owen Schumacher (1967), tekstschrijver, stand-upcomedian en jurist
- Margot Kraneveldt (1967), politica
- Jan van de Beek (1968), wiskundige, etnoloog en migratieonderzoeker
- Mandy Huydts (1969), zangeres
- Ruud de Wild (1969), radiopresentator en diskjockey
- Brecht van Hulten (1970), presentatrice
- Marjon Keller (1970), zangeres
- Annick Boer (1971), actrice
- Gert-Jan Kats (1971), politicus
- Erik Boog (1972), politicus
- Pieta van Dishoeck (1972), roeister
- Ferri Somogyi (1973), acteur
- Jan Joost van Gangelen (1974), sportverslaggever, sportprogrammapresentator
- Sebastiaan Nieuwland (1975), politicus
- Eva Janssen (1977), triatlete
- Marco den Toom (1978), musicus, organist, componist, dirigent, koorleider en arrangeur
- Natasja Gibbs (1979), radio- en tv-presentatrice
- Lisa Wade (1979), televisie- en radiopresentatrice
- Kelly (1980), mediapersoonlijkheid
- Kimberly van de Berkt (1981), radiopresentatrice
- Anne Eekhout (1981), schrijfster
- Alexander Hammelburg (1982), politicus
- Rick Brandsteder (1984), televisiepresentator en model
- Eelco Eerenberg (1984), politicus
- Robin van Aggele (1984), zwemmer
- Nicolette Kluijver (1984), televisiepresentatrice en model
- Chariva (1984), schrijfster
- Rutger van den Broek (1986), schrijver
- Martijn Vogel (1991), zanger en acteur
- Davy Klaassen (1993), voetballer
- Renée de Gruijl (1993), actrice
- Lucas Jussen (1993), pianist
- Tara Hetharia (1995), actrice
- Arthur Jussen (1996), pianist
- Azor Matusiwa (1998), voetballer
- Rebekka Timmer (1999), activiste, politica
- Noa Wildschut (2001), muzikante
- Senne van de Velde (2005), voetbalster
- Kyra Koopman (2007), voetbalster

## Overleden in Hilversum

### Overlijdensjaar tot 2010
- Cornelis Hartsen (1823-1895), politicus (minister van Buitenlandse Zaken) en koopman
- Willem Cornelis Bauer (1862-1904), architect en kunstenaar
- Ericus Gerhardus Verkade (1835-1907), industrieel en oprichter van Verkade
- Jean Servais (1836-1907), Belgisch-Nederlands architect
- Johannes Hermanus Barend Koekkoek (1840-1912), kunstschilder, behorende tot de Koekkoek-dynastie
- Eugène Stokvis (1866-1932), industrieel en medefirmant van de chocoladefabriek Kwatta
- Johan Wilhelm Hanrath (1867-1932), architect
- J. Slauerhoff (1898-1936), schrijver, dichter
- Cornelis Jacobus Snijders (1852-1939), opperbevelhebber van de land- en zeemacht
- Titus van der Laars (1861-1939), ontwerper, tekenaar en heraldicus
- Marie Henri Mackenzie (1878-1961), kunstschilder
- Leo Gestel (1881-1941), kunstschilder en boekbandontwerper.
- Amy Grothe-Twiss (1860-1947), publiciste en stichtster van het openluchttheater in Nederland
- Aaltje Noordewier-Reddingius (1868-1949), klassiek zangeres (sopraan)
- Jules Verstraete (1883-1951), acteur
- Hilbrandt Boschma (1869-1954), Nederlands-hervormd evangelist,theoloog en schrijver
- Hans Brandts Buys (1905-1959), dirigent, klavecinist, muziekauteur, componist, Bachkenner
- Hendrik van den Broek (1901-1959), journalist en directeur van Radio Nederland Wereldomroep, vader van Hans van den Broek en grootvader van prinses Marilène van den Broek
- Arend de Vries (1882-1959), redacteur, politicus en omroepvoorzitter
- Piet te Nuyl sr. (1892-1960), toneel-, hoorspel- en speelfilmacteur en zanger
- Anthon van der Horst (1899-1965), organist, dirigent en componist
- Cor Steyn (1906-1965), musicus en organist
- Fred Plevier (1929-1965), cabaretier
- Tietse Pieter Sevensma (1879-1966), bibliothecaris, schrijver en redacteur
- Jan van Ees (1896-1966), film- en hoorspelacteur, toneelschrijver, tekstschrijver en regisseur
- Franz Eduard Farwerck (1889-1969), nationaalsocialist
- Johannes Willem Pootjes (1890-1970), kunstenaar, ondernemer, vredeactivist en publicist
- Maurits Escher (1898-1972), kunstenaar
- Coba van der Lee (1893-1972), kunstschilder
- Willem Dudok (1884-1974), architect en stedenbouwkundige
- Corry Beversluis (1896-1975), sopraan, zangpedagoge, concertzangeres
- Willem van Cappellen (1889-1976), toneel- en hoorspelacteur, schrijver en hoorspelregisseur
- Jobs Wertheim (1898-1977), beeldhouwer
- Pieter Platteel (1911-1978), ambtenaar en burgemeester
- Cor Bruijn (1883-1978), schrijver
- Rita Hovink (1944-1979), zangeres
- Klaas van Beeck (1903-1979), orkestleider, componist, arrangeur en multi-instrumentalist
- Jan Boots (1912-1980), radiopresentator en verslaggever
- Gerard van Krevelen (1909-1980), pianist, arrangeur en orkestleider.
- Bart van der Laar (1945-1981), platenproducer
- Kommer Kleijn (1893-1982), toneel- en hoorspelacteur, dramaturg en hoorspelregisseur
- Frans Somers (1917-1982), hoorspelacteur
- Wim Quint (1911-1983), radio- en televisieprogrammamaker
- Garmt Stuiveling (1907-1985), dichter en literator
- Hugo de Groot (1897-1986), componist, dirigent en violist
- Ben Wolken (1924-1988), schrijver, dichter en leraar Nederlands en geschiedenis
- Archibald Dumbar (1916-1988), beeldend kunstenaar
- Dimitri Frenkel Frank (1928-1988), toneelacteur, recensent, filmregisseur, toneel-, scenario- en romanschrijver
- Olaf J. de Landell (1911-1989), roman- en hoorspelschrijver en radiopresentator
- Jan Willem Hees (1913-1989), acteur en marineofficier
- Jan Stender (1906-1989), zwemcoach
- Guus Weitzel (1904-1989), radio-omroeper en verslaggever
- Jo Budie (1917-1991), musicus
- Fons Jansen (1925-1991), cabaretier en schrijver
- Max van Praag (1913-1991), zanger
- Jetty Cantor (1903-1992), violiste, zangeres en actrice
- Henk van der Molen (1920-1992), gitarist, componist, tekstschrijver en cartoonist
- Johan Bodegraven (1914-1993), radiopresentator
- Bertha thoe Schwartzenberg (1891-1993), beeldhouwster
- Herman Felderhof (1911-1994), radioverslaggever en omroepbestuurder
- Ad Hazewinkel (1924-1994), nieuwslezer en journalist
- Sem Nijveen (1912-1995), jazzviolist
- Benny Behr (1911-1995), jazzviolist
- Hans Mondt (1941-1995), diskjockey
- Herman van Keeken (1939-1995), zanger
- Tera de Marez Oyens (1932-1996), componiste
- Haye Thomas (1936-1996), journalist en correspondent voor het NOS Journaal en de Haagsche Courant
- Charles van Rooy (1912-1996), politicus
- Eva Janssen (1911-1996), hoorspelactrice
- Henri Nouwen (1932-1996), katholiek priester en schrijver
- Bob Maas (1907-1996), zeiler
- Bert Haanstra (1916-1997), filmregisseur, etholoog en fotograaf
- Leo van Lamsweerde (1919-1998), Engelandvaarder
- Rie Lips-Odinot (1908-1998), politica en verzetsstrijdster tijdens de Tweede Wereldoorlog
- Sjef Poort (1956-1998), muzikant en stemacteur
- Jos Cleber (1916-1999), componist en dirigent
- Dolf van der Linden (1915-1999), componist en dirigent
- Wim Rengelink (1912-1999), verzetsstrijder en omroepbestuurder
- Kees Schilperoort (1917-1999), cabaretier en presentator van radio- en televisieprogramma's
- Gonnie Baars (1947-2000), zangeres
- Dirk Kuin (1947-2000), journalist en presentator
- Sigurd Cochius (1916-2001), straatmuzikant
- Pierre Abbink Spaink (1931-2001), componist
- Josef Ferdinand Arens (1917-2001), Nederlands scheikundige
- Freek Simon (1942-2002), nieuwslezer en radio - en televisiepresentator
- Abraham van der Moer (1919-2002), viceadmiraal en commandant Zeemacht van de Koninklijke Marine (KM)
- Bram Leeuwenhoek (1924-2002), atleet
- Aukje de Jong (1921-2002), sopraanzangeres
- Lex Braamhorst (1928-2002), radiopresentator
- Pim Fortuyn (1948-2002), politicus
- Freek Simon (1942-2002), radio- en televisiepresentator
- Marcel Thielemans (1912-2003), Belgisch zanger en trombonist
- Karel Niehorster (1932-2003), beeldhouwer en edelsmid
- Bert Robbe (1912-2004), zanger
- Joop Ritmeester van de Kamp (1920-2005), zakenman en directeur van de Koninklijke Luchtvaart Maatschappij (KLM)
- Karel Glastra van Loon (1962-2005), schrijver, politiek activist en columnist
- Carel Alberts (1927-2006), zanger en bassist
- Jan van den Brink (1915-2006), politicus en bankier
- Han Reiziger (1934-2006), musicus en presentator
- Jan de Troye (1920-2006), radioverslaggever
- Rudolf Karsemeijer (1908-2007), componist en dirigent
- Peter Nijhoff (1934-2007), natuurbeschermer
- Pieter de Vink (1941-2007), journalist
- Paul Römer (1928-2007), televisieregisseur
- Jacques Chapel (1946-2008), sportverslaggever
- Jan van Herpen (1920-2008), journalist, radiomaker en publicist
- Evert Grift (1922-2009), wielrenner
- Hans Lesterhuis (1944-2009), burgemeester van Ameland
- Pim Koopman (1953-2009), drummer en stemacteur

### Overlijdensjaar vanaf 2010
- Arjen Grolleman (1972-2010), radio-dj
- Jenne Langhout (1918-2010), hockeyer en cricketspeler
- Henk Vonhoff (1931-2010), politicus
- Hans Keilson (1909-2011), schrijver, arts en psychiater
- Willem Duys (1928-2011), televisiepresentator
- Wim Hoddes (1918-2012), acteur en zanger
- Joop Stokkermans (1937-2012), componist en pianist
- Ellen Blazer (1931-2013), televisieregisseur
- Henk Westrus (1937-2013), componist en accordeonist
- Auke Jelsma (1933-2014), kerkhistoricus en schrijver
- Ernst Bakker (1946-2014), politicus en burgemeester
- Jaap Havekotte (1912-2014), schaatser en bedenker van de Viking-schaats
- Dick Loggere (1921-2014), hockeyer
- Hans Blankesteijn (1929-2015), theoloog, radiojournalist en kunstkenner
- Waldy Nods (1929-2015), journalist en Sonny Boy
- Piet Geelhoed (1943-2015), scenarioschrijver en radio- en televisiemaker
- Jaap van Mesdag (1922-2015), Engelandvaarder
- Pim Blanken (1940-2016), burgemeester
- Henk Mochel (1932-2016), televisiepresentator en -programmamaker
- Frank Noya (1933-2016), musicus
- Jan Scholtens (1933-2016), journalist, radio- en televisiemaker en presentator
- Jan Stoeckart (1927-2017), componist, dirigent, trombonist en radioprogrammamaker
- René van Dammen (1953-2017), kijkcijferexpert
- Hans Hoekman (1946-2017), stemacteur
- Dick Woudenberg (1928-2017), acteur, SS'er, filantroop
- Jack Gadellaa (1942-2018), televisieregisseur en tekstschrijver
- Sjoukje Hooymaayer (1940-2018), actrice
- Louise Vonhoff-Luijendijk (1926-2019), politica, weduwe van Henk Vonhoff
- Roelof Nelissen (1931-2019), bankier en politicus
- Chris Ellis (1928-2019), Brits jazz-zanger en muziekproducent
- Fred Emmer (1934-2019), nieuwslezer
- Abraham Louis Schneiders (1925-2020), schrijver en diplomaat
- Piet van Eijsden (1936-2021), tennisser en toernooidirecteur
- Ot Louw (1946-2021), filmeditor
- Jan van der Graaf (1937-2022), ingenieur en kerkbestuurder
- Léonie Sazias (1957-2022), tv presentatrice, parlementariër en beeldend kunstenares
- Hein van Nievelt (1942-2022), tv presentator, redacteur en regisseur, omroeper
- Jan Steeman (1945-2022), radiopresentator
- Jan op den Velde (1931-2022), roeier
- Wim Kayzer (1946-2023), journalist, programmamaker en schrijver
- Henk over de Linden (1923-2023), politicus
- Ruud Bos (1936-2023), componist, pianist en orkestleider
- Rutger Stuffken (1947-2023), roeier
- Jan van Veen (1944-2024), radiopresentator en diskjockey
- Richard Schoonhoven (1931-2024), journalist en omroepbestuurder
- Henk Hanssen (1961-2024), schrijver en journalist
- Hans van Hemert (1945-2024), componist en muziekproducer
- Manuëla Kemp (1963-2025), zangeres en presentatrice
- Jeltien Kraaijeveld-Wouters (1932-2025), politica
- Chiel Montagne (1944-2025), televisie- en radiopresentator